# Liste des œuvres théoriques et des écrits de Rameau
L'œuvre de Jean-Philippe Rameau ne se limite pas qu'aux compositions musicales : parallèlement à ses activités de compositeur, Rameau a développé tout au long de sa vie une très importante réflexion théorique et pédagogique à propos de son art. 

## Ouvrages théoriques
- Traité de l'harmonie réduite à ses principes naturels (Paris, Ballard, 1722)
- Nouveau système de musique théorique (Paris, Ballard, 1726)
- Dissertation sur les différentes méthodes d'accompagnement pour le clavecin, ou pour l'orgue (Paris, Boivin, Le Clair, 1732)
- Génération harmonique, ou Traité de musique théorique et pratique (Paris, Prault fils, 1737)
- Mémoire où l'on expose les fondements du Système de musique théorique et pratique de M. Rameau (manuscrit, 1749)
- Démonstration du principe de l'harmonie (Paris, Durand, Pissot, 1750)
- Nouvelles réflexions de M. Rameau sur sa Démonstration du principe de l'harmonie (Paris, Durand, Pissot, 1752)
- Extrait d'une réponse de M. Rameau à M. Euler sur l'identité des octaves (Paris, Durand, 1753)
- Observations sur notre instinct pour la musique, et sur son principe (Paris, Prault fils, 1754)
- Erreurs sur la musique dans l'Encyclopédie (Paris, Sébastien Jorry, 1755)
- Suite des Erreurs sur la musique dans l'Encyclopédie (Paris, Sébastien Jorry, 1756)
- Réponse de M. Rameau à MM. les éditeurs de l'Encyclopédie sur leur dernier Avertissement (Paris, Sébastien Jorry, 1757)
- Prospectus où on propose au public, par voie de souscription, un code de musique pratique (1757)
- Nouvelles réflexions sur le principe sonore (1758–9)
- Lettre à M. Alembert sur ses opinions en musique (Paris, 1758)
- Nouvelles réflexions sur le principe sonore (manuscrit, 1758)
- Code de musique pratique, ou Méthodes pour apprendre la musique (Paris, Imprimerie royale, 1760)
- Nouvelles réflexions sur le principe sonore (Paris, Imprimerie royale, 1760)
- Origine des sciences, suivie d'un controverse sur le même sujet (Paris, 1762)
- Vérités intéressantes (manuscrit, 1763)
- Vérités également ignorées et intéressantes tirées du sein de la nature (manuscrit, 1763)
- L'Art de la basse fondamentale (manuscrit)
- Traité des accords et de leur succession selon le système de la Basse-fondamentale (Paris, 1764)

## Écrits publiés dans la presse
- « Examen de la conférence sur la musique » (Mercure de France, octobre 1729)
- « Observations sur la méthode d'accompagnement » (Mercure de France, février 1730)
- « Plan abrégé d'une méthode nouvelle d'accompagnement pour le clavecin » (Mercure de France, mars 1730)
- « Réplique du premier musicien à la réponse du second » (Mercure de France, juin 1730)
- « Réplique du premier musicien à l'écrit du second » (Mercure de France, septembre 1730)
- « Lettre de M. à M. sur la musique et l'explication de la carte générale de la basse fondamentale » (Mercure de France, septembre 1731)
- « Remarques de M. Rameau sur l'extrait qu'on a donné de son livre Génération harmonique » (Le Pour et le Contre, 1738)
- « Lettre de M. Rameau à l'auteur du Mercure » (Mercure de France, mai 1752)
- « Réflexions de M. Rameau sur la manière de former la voix » (Mercure de France, octobre 1752)
- « Extrait d'une réponse de M. Rameau à M. Euler sur l'identité des octaves » (Mercure de France, décembre 1752)
- « Réponse de M. Rameau à la lettre de M. d'Alembert » (Mercure de France, avril 1761)
- « Origines des modes et du tempérament » (Mercure de France, juin 1761)
- « Suite de la réponse de M. Rameau à la lettre que M. d'Alembert lui a adressée » (Mercure de France, juillet 1761)
- « Lettre de M. à M. D. sur un ouvrage intitulé l'Origine des sciences » (Mercure de France, avril 1762)
- « Seconde lettre de M. à M. ou extrait d'une controverse entre le géomètre et l'artiste » (Mercure de France, avril 1762)
- « Observations de M. Rameau sur son ouvrage » (Mercure de France, juin 1762)
- « Conclusions sur l'origine des sciences » (Journal encyclopédique, juillet 1762)
- « Lettre de M. Rameau aux philosophes » (Mémoires pour servir à l'histoire des sciences et des beaux-arts, août 1762)

## Préfaces accompagnant les œuvres musicales
- « De la mécanique des doigts sur le clavecin » dans le Deuxième livre de pièces de clavecin (1724)
- « Remarques sur les pièces de ce livre et sur les différents genres de musique » dans les Nouvelles suites de pièces de clavecin (1727/28)
- « Préface » dans Les Indes galantes, ballet réduit à quatre grands concerts (1735)
- « Avis » dans les Pièces de clavecin en concerts (1741)

## Correspondance
- Lettre à Antoine Houdar de La Motte, 25 octobre 1727 (publiée dans le Mercure de France, mars 1765)
- Lettre au R.P. Castel, juillet 1736
- Lettre à Hans Sloane, 12 août 1737
- Lettre à Bezin, janvier 1740
- Lettre à Jean-Pierre Christin, 3 septembre 1741
- Lettre à Mongeot, 29 mai 1744 (publiée dans le Mercure de France, juin 1765)
- Lettre à M. Remond de Saint-Albine, 1749
- Lettre à Gabriel Cramer, 18 février 1750
- Lettre à Bernoulli, 18 février 1750
- Lettre à Bernoulli, 27 avril 1750
- Lettre à d'Argenson, 12 avril 1752
- Lettre à Bernoulli, 26 avril 1752
- Lettre à Euler, 30 avril 1752
- Lettre à Ducharger, juin 1752
- Lettre au marquis de Poléni, 29 juin 1754
- Lettre à l'abbé Arnauld, 19 août 1754
- Lettre au Padre Martini, 6 juillet 1759
- Lettre à M. Béguillet, 6 octobre 1762 (publiée dans le Mercure de France, octobre 1765)

### Rééditions en fac-similé
- Complete theoretical writings, Erwin Jacobi (éd.), 6 volumes, American Institute of Musicology, 1967-1972.
- Intégrale de l'œuvre théorique, Bertrand Porot et Jean Saint-Arroman (éd.), 3 volumes, Fac-Similé Jean-Marc Fuzeau, 2004.
- Traité de l'harmonie réduite à ses principes naturels, précédé de « Rameau, l'harmonie et les méprises de la tradition » par Joseph-François Kremer, Paris, Méridiens-Klincksieck, 1986 (rééd. Zurfluh, 2009).
- Traité de l'harmonie réduite à ses principes naturels, préface de Jean-Michel Bardez, Genève, Slatkine Reprints, 1992.
- Observations sur notre instinct pour la musique, Genève, Slatkine Reprints, 1971 (rééd. 2011).
- Erreurs sur la musique dans l'Encyclopédie, Suite des Erreurs sur la musique dans l'Encyclopédie et Réponse de M. Rameau à MM. les éditeurs de l'Encyclopédie sur leur dernier Avertissement, Genève, Slatkine Reprints, 1971.
- Démonstration du principe de l'harmonie, Rungis, Maxtor, 2012.

### Éditions critiques
- Musique raisonnée, textes choisis, présentés et commentés par Catherine Kintzler et Jean-Claude Malgoire, Paris, Éditions Stock, 1980.

### Études sur les œuvres théoriques
- Catherine Kintzler, Jean-Philippe Rameau. Splendeur et naufrage de l'esthétique du plaisir à l'âge classique, Paris, Minerve, 2011 (rééd.).
- Raphaëlle Legrand, Rameau et le pouvoir de l'harmonie, Paris, Cité de la musique, 2007.
- Jean-Paul Dous, Rameau. Un musicien philosophe au siècle des Lumières, Paris, L'Harmattan, 2011.